# Минковский, Евгений
Евгений Айзикович (Августович)  Минковский (фр. Eugène Eugeniusz Minkowski — Эжен Минковски; 17 апреля 1885, Санкт-Петербург — 17 ноября 1972, Париж) — французский психиатр, основоположник феноменологической психиатрии.
Предложил идею о том, что психопатологию необходимо рассматривать в контексте индивидуального восприятия времени. Основные понятия, выдвинутые Минковским, включали идеи о «жизненном контакте с реальностью» и «прожитом времени». На его воззрения, в том числе о природе времени, сильно влияли феноменологическая и виталистическая философия Анри Бергсона, а также феноменологи Эдмунд Гуссерль и Макс Шелер. По этой причине поэтому Минковский был далёк от классической медицинской и психологической модели.
Минковский был учеником Эйгена Блейлера. В период профессиональной деятельности работал с Анри Эем, Людвигом Бинсвангером и с Эйгеном Блейлером. Женился на Франсуазе Минковской-Брокман, которая также была психиатром. Их сын — врач-педиатр Александр Минковский.
Рональд Дэвид Лэйнг охарактеризовал его работу как «первую серьёзную попытку в психиатрии воссоздать опыт прожитой жизни другого человека». Цитата из его работы помещена на первой странице классического произведения Д. Л. Лэйнга «Разделённое Я»: «Я предлагаю вам субъективную работу, но работу, которая тем не менее изо всех сил борется за объективность» (фр. Je donne une œuvre subjective ici, œuvre cependant qui tend de toutes ses forces vers l’objectivité).

## Биография
Родился  17 апреля 1885 года в Санкт-Петербурге, в состоятельной еврейской семье из Ковенской губернии. Его отец, купец первой гильдии Август (Айзик) Моисеевич Минковский (1848—1942), занимался зерноторговлей в Варшаве; мать, Гитл-Рохл (Текла) Лихтенбаум, была домохозяйкой. Семья жила в Царском Селе на улице Магазинной, дом № 1.
Начал обучаться профессии врача в Варшаве. Однако из-за политических репрессий, проводимых царским правительством, был вынужден завершить своё образование в Мюнхене, в 1909 году.

## Семья
- Братья — Мечислав Минковский (1884, Варшава — 1972, Цюрих), невролог; Мауриций (Маурисио) Минковский (1881, Варшава — 1930, Буэнос-Айрес), живописец; Павел Минковский (1888, Царское Село — 1947, Берн), швейцарский экономист и предприниматель, кавалер ордена Почётного легиона; Анатолий (Витольд) Минковский (1891—1939), польский военный деятель.
- Жена — Франя Брокман (впоследствии Франсуаза Минковская, фр. Françoise Minkowski, 1882—1950), также психиатр и учёный-медик[3]. Внук — дирижёр Марк Минковский[4].

## Научный вклад
Вскоре увлёкся философией. Под влиянием феноменологии и идей Анри Бергсона свои исследования в психиатрии посвятил вопросам психопатологии, связанной с восприятием времени. В 1914 году завершил работу, названную «Существенные элементы качества времени» (фр. Les éléments essentiels du temps-qualité), которая никогда не публиковалась, но раскрывала взгляды Минковского на время.
В 1925 году он стал одним из соучредителей движения и французского журнала в психиатрии, известного как «Психиатрическая эволюция» (фр. L'Évolution psychiatrique). Минковский опубликовал статью в её первом томе — «Генезис понятия шизофрении и её основные функции» (фр. La Génèse de la Notion de Schizophrénie et ses Caractères Essentiels), и в качестве бонуса он опубликовал страницу о современной истории психиатрии. Главными редакторами «Психиатрической эволюции» были А. Хеснард и Р. Лафорг.
В 1926 году Минковский защитил диссертацию «Понятие потери контакта с реальностью и её применение в психопатологии» (фр. «La notion de perte de contact avec la réalité et ses applications en psychopathologie»). Минковский выделял «бедный» и «богатый» аутизм у больных шизофренией, и отмечал, что потеря витального контакта с реальностью — главная характеристика аутизма. Однако Минковский в некоторых вопросах об аутизме был не согласен с Эйгеном Блейлером. Во-первых, он отрицал, что обязательным компонентом аутизма является «преобладание внутренней жизни, полной фантазий». Минковский утверждал, что типичный пациент с шизофренией имеет «бедный аутизм», который он описывал нищетой аффективно-когнитивных процессов. Эмиль Крепелин тоже не во всём был согласен с Блейлером в вопросах аутизма. Минковский утверждал, что «богатый аутизм» появляется только тогда, шизофренический пациент имеет независимую от аутизма склонность к аффективно-когнитивной экспрессии. Так же важно, что Минковский считал аутизм как фундаментальным, так и первичным расстройством шизофрении. Другие психопатологические особенности шизофрении могут быть поняты через шизофренический аутизм («trouble générateur»).
В 1927 опубликовал книгу «Шизофрения» (La schizophrénie). В ней Минковский стремился использовать феноменологию как подход к психопатологии. Он предположил, что психопатологию пациентов всегда следует интерпретировать в свете их субъективного опыта времени.

## Деятельность во время оккупации Третьего рейха
В 1933 году стал президентом французского отделения еврейской гуманитарной организации Общество спасения детей (OSE). Начиная с 1940 года, во время оккупации Германией севера Франции, нелегально перевозил в так называемую «Свободную зону» еврейские детские дома и детей, оставшихся без родителей. Продолжал работу по спасению детей и после захвата Германией всей территории Франции. В этой работе сотрудничал с организациями еврейского сопротивления — Еврейскими скаутами и Еврейской армией.
Минковский был арестован 23 августа 1942 года под предлогом того, что он не носил жёлтую звезду, но вскоре освобождён благодаря вмешательству коллег — видных врачей и исследователей. Созданная им секретная служба по нахождению мест укрытия для еврейских детей, работавшая в районе Парижа, спасла от депортации 600 детей. Всего за время Холокоста OSE под его руководством спасла тысячи детей.

### Основные работы
- La schizophrénie (1927), Ed.: Payot-poche, 2002, ISBN 2-228-89603-9
- Le Temps vécu. Étude phénoménologique et psychopathologique (1933, Delachaux), Ed.: PUF-Quadrige, 1995, ISBN 2-13-046991-4
  - Lived Time: Phenomenological and Psychopathological Studies, перевод на англ. Nancy Metzel, Northwestern University Press, Evanston. 1970.
- Vers une cosmologie. Fragments philosophiques, 1936, Aubier-Montaigne, Paris
- Traité de psychopathologie (1966, PUF), Intr. de Georges Lanteri Laura, Ed. Les empêcheurs de penser en rond, ISBN 2-84324-115-4
- Au-delà du rationalisme morbide, Ed.: L’Harmattan, 2000, ISBN 2-7384-5793-2
- Écrits cliniques, Ed. Eres, 2002, ISBN 2-86586-967-9
- F. Minkowska, Van Gogh, sa vie, sa maladie, son œuvre, 1963, Presses du Temps Présent

### Научные публикации

#### Статьи на французском
- 1920 «Famille B… et famille F…, contribution à l'étude de l’hérédité des maladies mentales» (в соавторстве с F. Minkowska). Annales médico-psychologiques (Paris), LXXVII, 303-28.
- 1923 «Étude psychologique et analyse phénoménologique d’un cas de mélancolie schizophrénique.», Journal de psychologie normale et pathologique, 20, 543—558.
- «Contribution à l'études des ideés d’influence» (в соавторстве с R. Targowla). L’Encéphale, XVIII, No. 10, 652—659.
- 1925 «La genèse de la notion de schizophrénie et ses caractères essentiels», L'Évolution psychiatrique.
- 1927 «De la rêverie morbide au délire d’influence», L'Évolution psychiatrique.
- 1938 «Á propos de l’hygiène mentale : Quelques réflexions», Annales médicopsychologiques, avril.
- 1946 «L’Anesthésie affective», Annales Médico-Psychologiques, 104, 80—88.
- 1952 «Le Rorschach dans l'œuvre de F. Minkowska», Bulletin du groupement français du Rorschach.
- 1963 «Vers quels horizons nous emmène Bachelard», Revue Internationale de Philosophie, 17e année, no. 66, fasc 4.
- 1964 «Métaphore et Symbole», Cahiers Internationaux de Symbolisme, n°5.
- 1965 «À l’origine le un et le deux sont-ils nécessairement des nombres ? À propos du monisme et du dualisme», Revue philosophique de Louvain, 63.

#### Статьи на немецком
- 1911 «Zur Müllerschen Lehre von den spezifischen Sinnesenergien.» Zeitschrift für Psychologie und Physiologie der Sinnesorgane (Leipzig), XLV, 129-52.
- 1913 «Die Zenkersche Theorie der Farbenperzeption (Ein Beitrag zur Kenntnis und Beurteilung der physiologischen Farbentheorien).» Zeitsschrift für Psychologie und Physiologie der Sinnesorgane, XLVII, No. 2, 211—22.
- 1914 «Betrachtungen im Anschluss an das Prinzip des psychophysischen Parallelismus». Archiv für die gesamte Psychologie (Leipzig and Berlin), XXXI, 132—243.
- «Inhalt, symbolische Darstellung und Begründung des Grundsatzes der Identität als Grundsatz unseres Vorstellens». Archiv für systematische Philosophie (Berlin), XX, No. 2, 209—219.
- 1923 «Bleuler’s Schizoidie und Syntonie und das Zeiterlebnis». Zeitschrift für die gesamte Neurologie und Psychiatrie (Berlin), LXXXII, 212-30.
- «Probleme der Vererbung von Geisteskrankheiten auf Grund von psychiatrischen un genealogischen Untersuchungen an zwei Familien» (в соавторстве с F. Minskowska). Schweizer Archiv für Neurologie und Psychiatrie (Zurich), XII, 47—70.

#### Статьи на английском
- 1923 «Findings in a Case of Schizophrenic Depression», перевод Barbara Bliss в Existence: A New Dimension in Psychiatry and Psychology. (pp. 127–138) New York, NY, US: Basic Books. Rollo May (ed.), 1958.
- 1926 «Bergson’s Conceptions as Applied to Psychopathology», Journal of Nervous and Mental Disease, 63, n°4, juin, 553—568.
- 1947 «The Psychology of the Deportees», American OSE Review 4, Summer-Fall.

#### Статьи на польском
- Przyroda, zwierzęcość, człowieczeństwo, bestializm «Przegl. Filoz.» R. 44: 1948 — 'Nature, animalism, humankind and bestiality' в Polish Philosophical Review, 44. 1948
- Psychopatologia i psychologia («Neurologia, Neurochirurgia i Psychiatria Pol.» 1956), Z zagadnień schizofrenii (tamże 1957) — 'Psychopathology and Psychology' в Polish Journal of Neurology, Neurosurgery, and Psychiatry. 1956.
- Prostota (w: «Szkice filozoficzne Romanowi Ingardenowi w darze», W.—Kr. 1964) — 'Simplicity' in Philosophical Sketches dedicated to Roman Ingarden, Kraków, 1964.

#### Статьи на испанском
- 1933 «La Psiquiatria en 1932» (в соавторстве с P. Guiraud). Revista de criminologia, psiquiatria y medicina légal (Buenos Aires), XX, 322—337.
- «La Psiquiatria en 1933» (в соавторстве с P. Guiraud). Revista de criminologia, XXI, 250—364.